# 獅子ケ城
獅子ケ城（ししがじょう）、または鹿家城・獅子城は、佐賀県唐津市厳木町岩屋・浪瀬にあった日本の城（山城）。佐賀県指定史跡。

## 概要
松浦党の源披が治承年間（1177年～1181年）に築城したと伝えられる。
唐津市厳木町にある白山の山頂、標高228メートルに位置し、城の周囲は急な崖となっている。有明海と玄界灘の分水界に近く防衛の拠点となったが、息子の源持が平戸に移ったため廃された。
その後、天文年間（1532年～1555年）頃に松浦党の鶴田前が城主となり復興している。大友氏や龍造寺氏、後藤氏などの勢力の境界に位置し、天文13年（1544年）には龍造寺氏は攻撃したが失敗し、翌14年（1545年）には5日間占領したものの奪回されている。
永禄年間（1558年～1570年）には波多氏が数回にわたって来攻したが、撃退している。天正5年（1577年）に波多親が上松浦松浦党の首領となると、城主の鶴田賢はこれに服属した。やがて波多氏が追放されると文禄2年（1593年）に後藤氏の家臣となり、城は廃された。その後は寺沢広高が改修して石垣のある城となったが、元和元年（1615年）頃、再び廃城となったという。1991年（平成3年）3月30日に佐賀県の史跡に指定された。

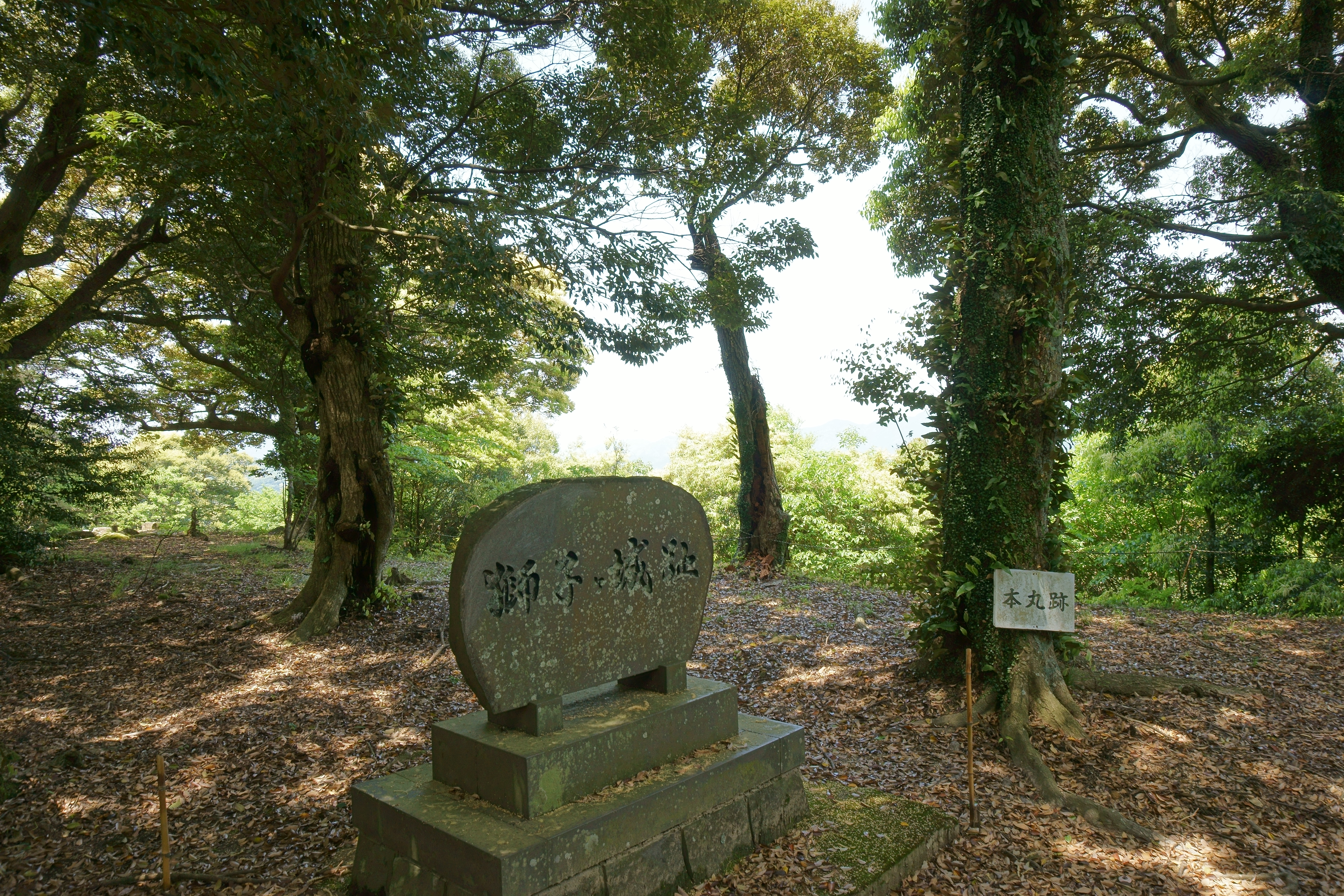
主郭跡の石碑
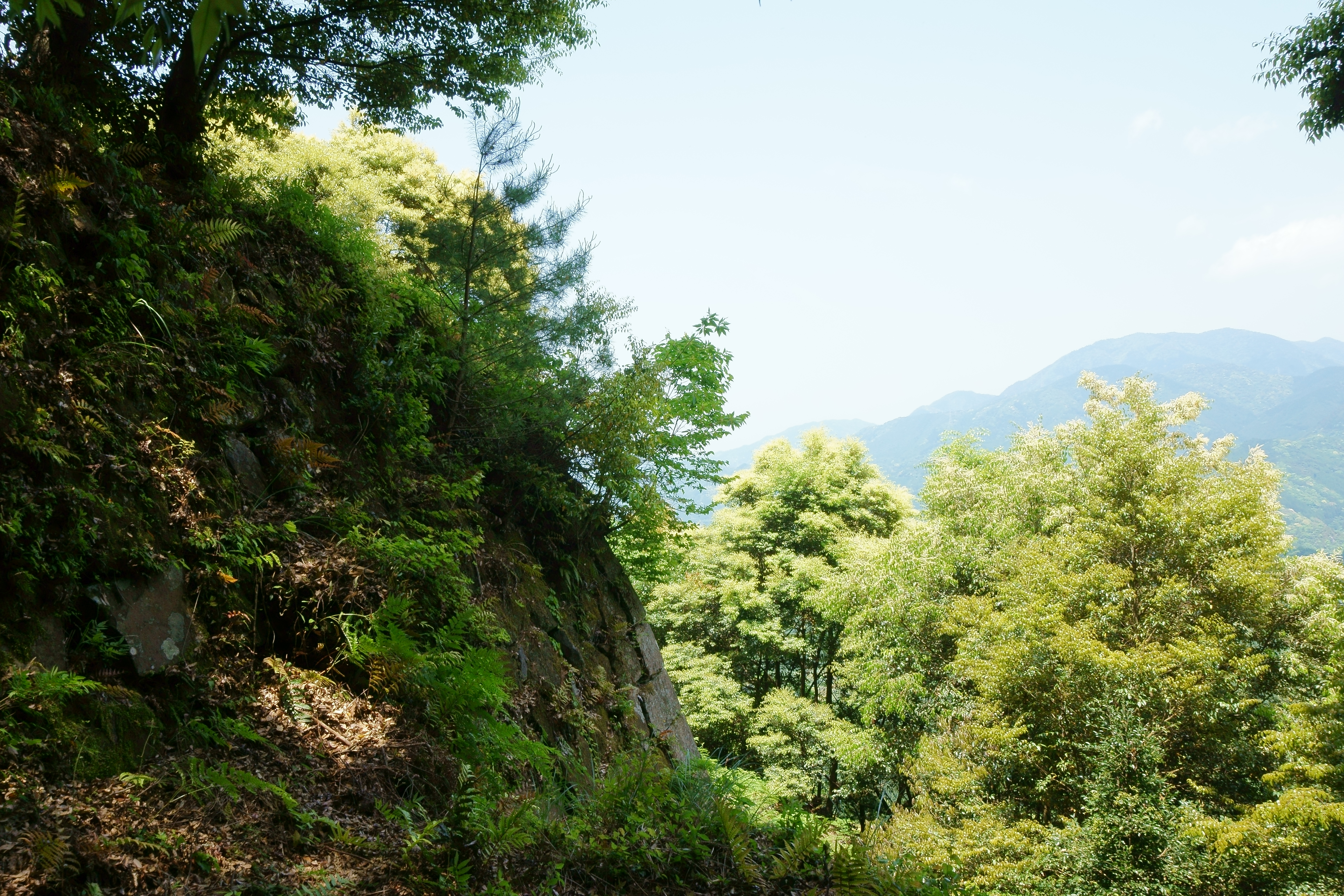
井戸曲輪の石垣と北方の三方山